# Tadeusz Piaczyński
Tadeusz Piaczyński (ur. 27 marca 1934 w Krotoszynie, zm. 6 lipca 2006 w Zaniemyślu) – polski ksiądz katolicki, inicjator rozpoczęcia procesu beatyfikacyjnego księdza Aleksandra Woźnego.

## Życiorys
Był synem Andrzeja i Marii z domu Jaśniak. Szkołę podstawową i Liceum im. Hugona Kołłątaja ukończył w Krotoszynie. Od 1952 do 1958 studiował w Arcybiskupim Seminarium Duchownym w Poznaniu (Wydział Filozoficzno-Teologiczny). 31 maja 1958 otrzymał święcenia kapłańskie z rąk arcybiskupa Antoniego Baraniaka. 
Jako wikariusz pracował kolejno w: Krotoszynie, Świerczynie i Poznaniu (parafie: św. Anny, św. Jana Kantego, Najświętszego Serca Pana Jezusa i św. Michała Archanioła). W 1972 mianowano go proboszczem parafii św. Michała Archanioła w Rogalinku koło Poznania, gdzie pozostawał do 1981. 
Od 1 czerwca 1981 został proboszczem parafii św. Wawrzyńca w Zaniemyślu. Położył tu szczególny nacisk na renowację świątyni parafialnej, jak również zainicjował budowę kaplicy w Lucinach. Po śmierci ks. prałata Aleksandra Woźnego był głównym inicjatorem rozpoczęcia jego procesu beatyfikacyjnego. 
Zmarł w dniu, w którym miał powitać w Zaniemyślu pieszą pielgrzymkę do Częstochowy. Pogrzeb odbył się w Zaniemyślu 10 lipca 2006 z udziałem tłumu wiernych. Uroczystościom przewodniczył biskup Zdzisław Fortuniak. Pochowany obok grobu ks. Antoniego Rybickiego, budowniczego kościoła parafialnego w Zaniemyślu.

## Upamiętnienie
Upamiętniony tablicą pamiątkową na zaniemyskim kościele odsłoniętą w lipcu 2014. Pomysłodawcą i koordynatorem prac związanych z posadowieniem tablicy był Michał Marciniak - dawny wieloletni ministrant ks. Tadeusza Piaczyńskiego.